# Верхореченское сельское поселение
Верхоре́ченское се́льское поселе́ние (укр. Верхоріченське сільське поселення, крымскотат. Biya Sala köy yurtu, Бия Сала кой юрту) — муниципальное образование в составе Бахчисарайского района Республики Крым России.

## География
Поселение расположено на востоке района, в пределах Внутренней гряды Крымских гор, в верхней части долины реки Кача. Граничит на востоке и юго-востоке с Симферопольским районом, Алуштинским и Ялтинским городскими округами, на юге и западе, по часовой стрелке — с землями Зелёновского, Куйбышевского, Железнодорожненского и Скалистовского сельских поселений.
Площадь поселения 359,45 км².
Транспортное сообщение осуществляется по региональной автодороге 35Н-064 «Бахчисарай — Шелковичное» (по украинской классификации — О-0-10226).

## Население
| 2001  | 2014  | 2015  | 2016  | 2017  | 2018  | 2019  |
| ----- | ----- | ----- | ----- | ----- | ----- | ----- |
| 2835  | ↘2604 | →2604 | ↘2590 | ↘2563 | ↘2538 | ↘2536 |
| 2020  | 2021  |       |       |       |       |       |
| ↗2544 | ↗2602 |       |       |       |       |       |

## Населенные пункты
В состав поселения входят 6 сёл.
| № | Населённый пункт | Тип населённого пункта       | Население на 2014 год |
| - | ---------------- | ---------------------------- | --------------------- |
| 1 | Верхоречье       | село, административный центр | ↘1126                 |
| 2 | Баштановка       | село                         | ↘212                  |
| 3 | Кудрино          | село                         | ↘185                  |
| 4 | Машино           | село                         | ↘239                  |
| 5 | Предущельное     | село                         | ↘549                  |
| 6 | Синапное         | село                         | ↘293                  |

## История

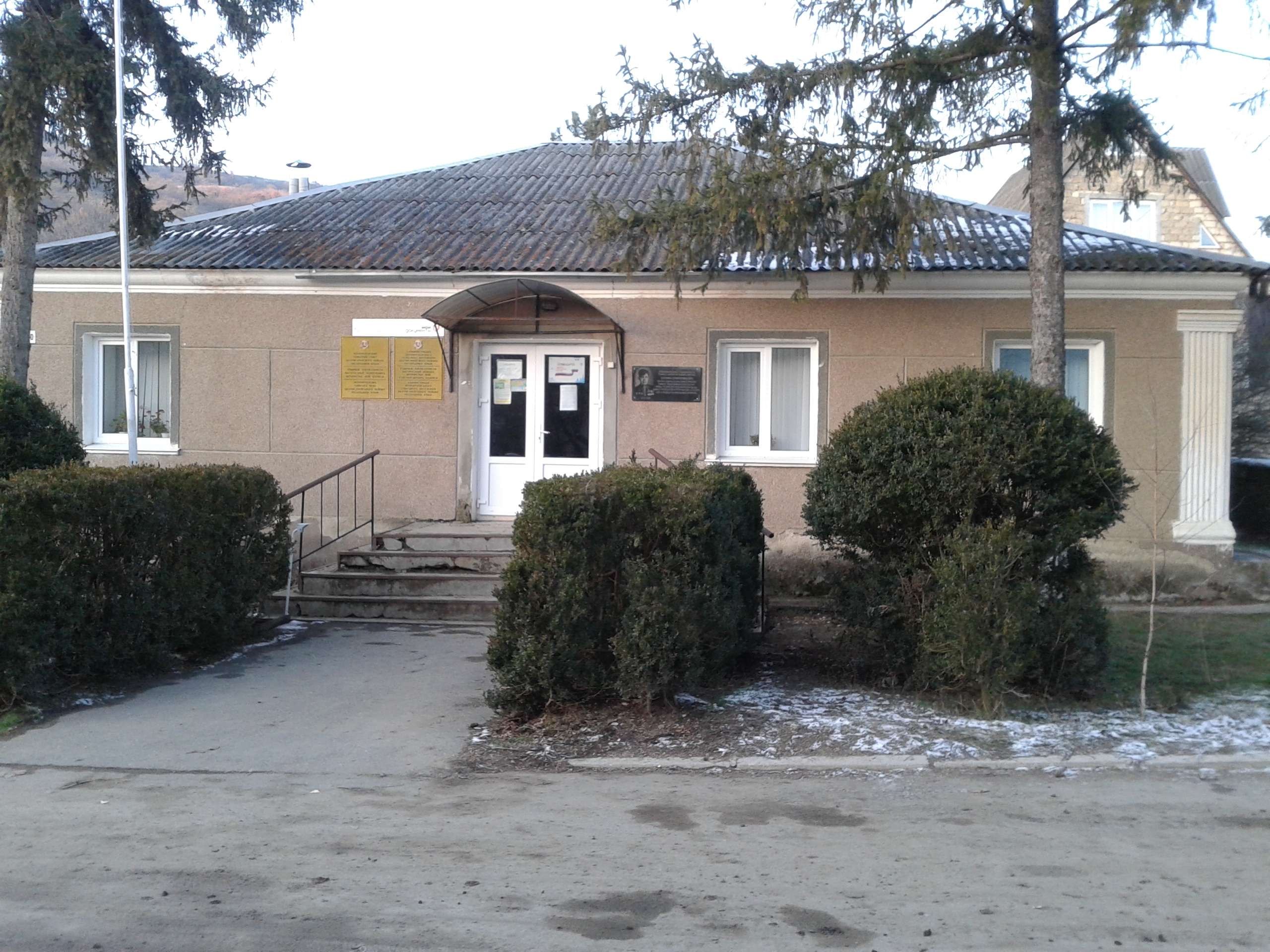
Верхореченская сельская администрация

В начале 1920-х годов в составе Бахчисарайского района был образован Бия-Сальский сельсовет (видимо, постановлением Крымревкома от 8 января 1921 года № 206 «Об изменении административных границ») и на момент всесоюзной переписи населения 1926 года состоял из двух сёл: Бия-Сала и Шуры с населением 1104 человека.
Указом Президиума Верховного Совета РСФСР от 21 августа 1945 года Бия-Сальский сельсовет переименовали в Верхореченский сельский совет.
С 25 июня 1946 года сельсовет в составе Крымской области РСФСР, а 26 апреля 1954 года Крымская область была передана из состава РСФСР в состав УССР. Время упразднения совета пока точно не установлено: в «Справочнике административно-территориального деления Крымской области на 15 июня 1960 года» и указе Президиума ВС УССР «О внесении изменений в административное районирование УССР — по Крымской области», от 1 января 1965 года, ещё присутствует Предущельненский (включавший те же населённые пункты), а в справочнике «Крымская область. Административно-территориальное деление на 1 января 1968 года» — уже вновь Верхореченский в современном составе, ещё содержащий исключённые 17 февраля 1987 года из списков сёл Загорское, Лесниково, Охотничье, Шахты и Шелковичное. С 12 февраля 1991 года село в восстановленной Крымской АССР, 26 февраля 1992 года переименованной в Автономную Республику Крым.
С 21 марта 2014 года в составе Крыма аннексировано Россией.
Статус и границы новообразованного сельского поселения установлены Законом Республики Крым от 5 июня 2014 года № 15-ЗРК «Об установлении границ муниципальных образований и статусе муниципальных образований в Республике Крым».